# Kerodon acrobata
Kerodon acrobata és una espècie de mamífer rosegador de la família dels càvids. És endèmic del centre del Brasil, on viu a l'estat de Goiás i, possiblement al de Tocantins. Es tracta d'un animal herbívor que s'alimenta principalment de cactus, fulles i mandioca. El seu hàbitat natural són les zones de bosc sec i substrat calcaris. Es desconeix si hi ha cap amenaça significativa per a la supervivència d'aquesta espècie.